# Ritterhausgesellschaft Bubikon

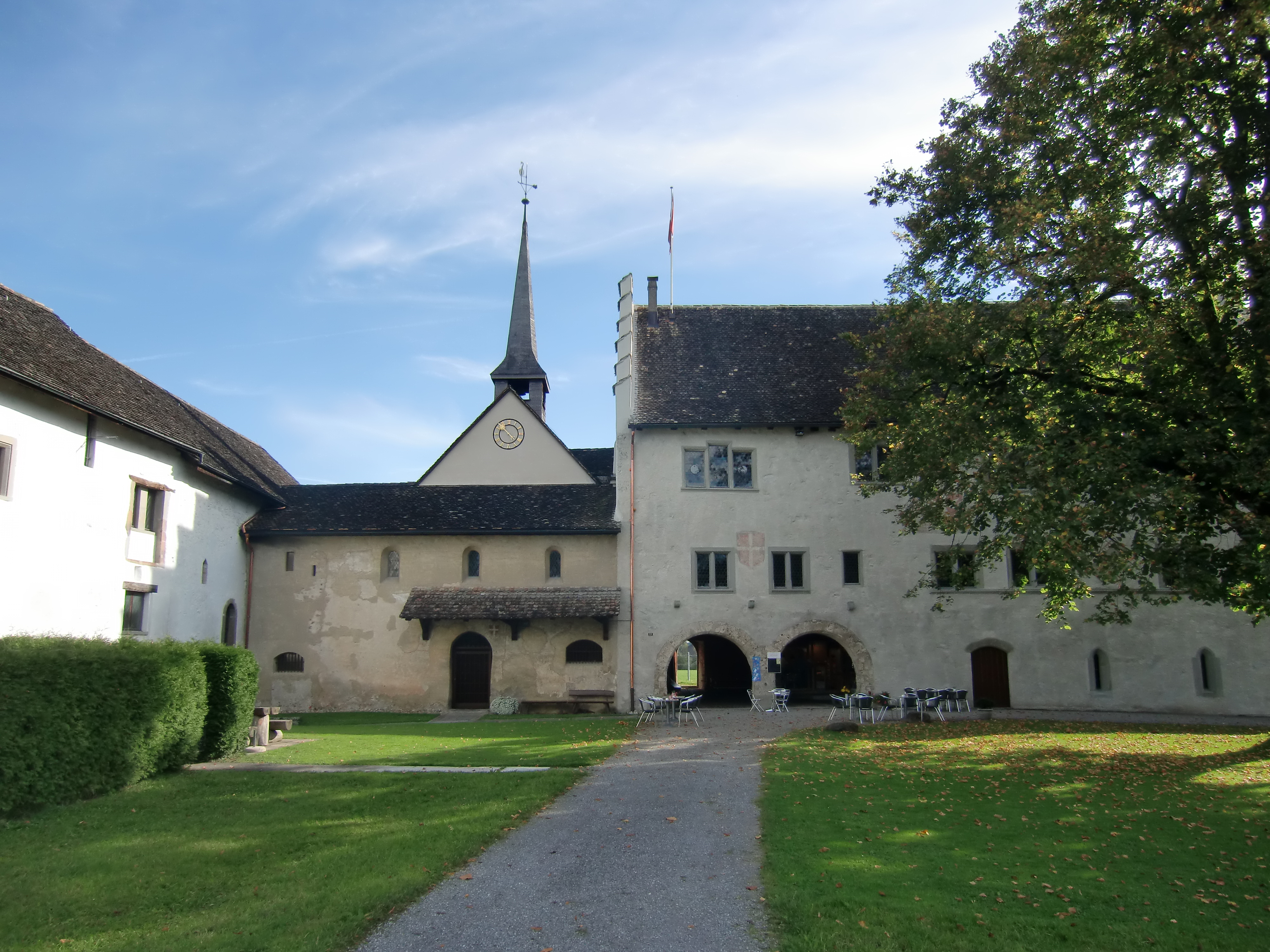
Hof der ehemaligen Johanniterkommende Bubikon

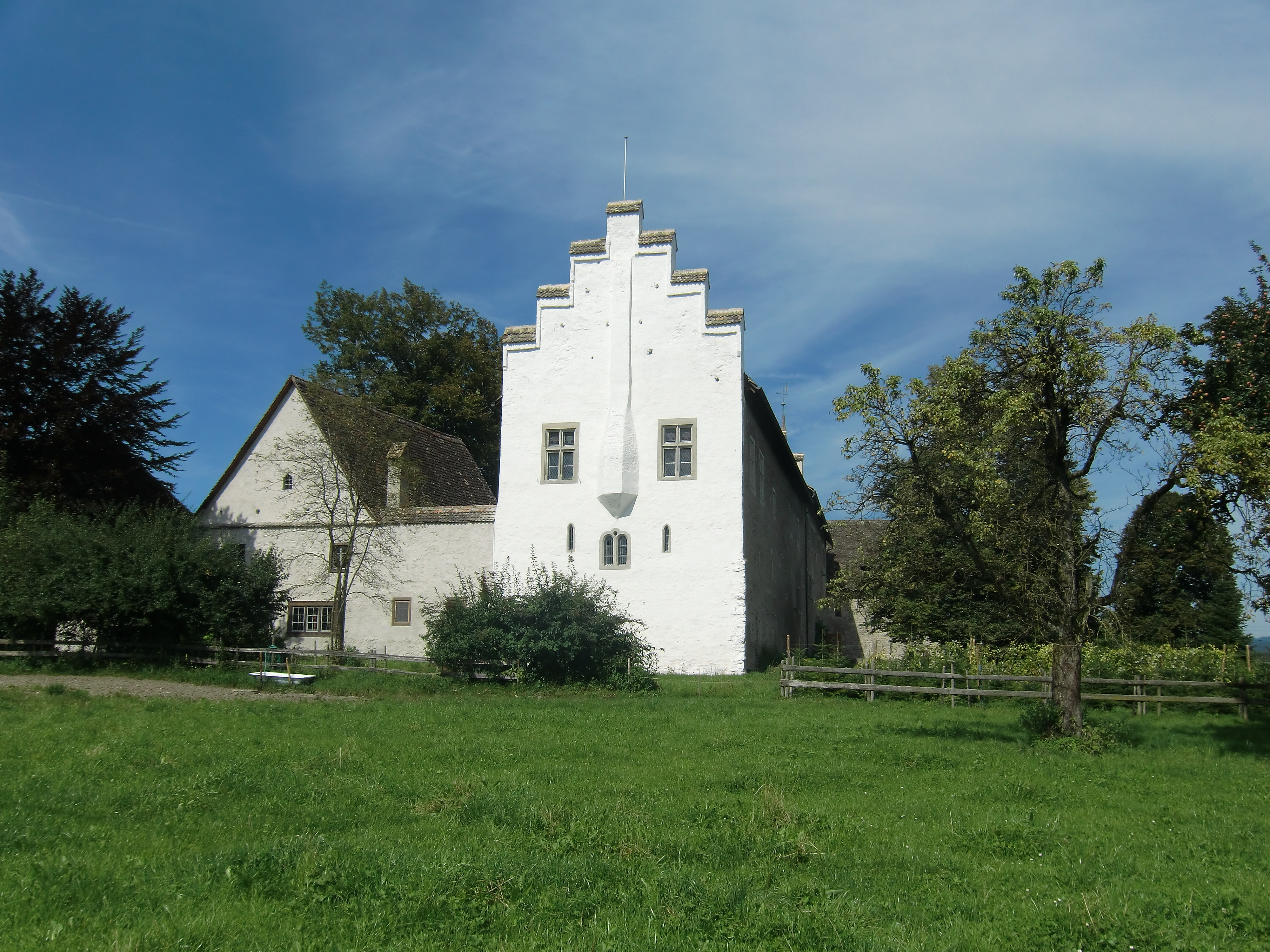
Südfassade des Sennhauses (links) und der Schütte (rechts) des Ritterhauses

Die Ritterhausgesellschaft Bubikon (RHG) ist ein am 5. Dezember 1936 gegründeter Verein nach Art. 60ff. des schweizerischen Zivilgesetzbuches mit Sitz in der Gemeinde Bubikon. Als Vereinszweck ist die Erhaltung der ehemaligen Johanniterkommende Bubikon sowie der Betrieb eines Museums zur Geschichte der Kommende sowie der Ritterorden festgelegt.

## Geschichte
Nach der Aufhebung der Johanniterkommende Bubikon 1789 wechselten die Gebäude der ehemaligen Kommende mehrfach die Besitzer. In den 1930er Jahren teilten sich drei Parteien die Gebäude, die zum grössten Teil in Wohnungen und zum anderen Teil als Lager oder Wirtschaftsräume für die Landwirtschaft genutzt wurden. Im Zuge der Burgenbegeisterung und der Heimatbewegung begannen sich interessierte Kreise in der Gemeinde Bubikon und der Denkmalpflege des Kantons Zürich für die Erhaltung der Gebäude zu engagieren.
1936 wurden im Hof des damals noch als «Kloster» bekannten Gebäudekomplexes Freilichtaufführungen unter dem Titel Kreuzritterspiel von Bubikon von Jakob Hauser durchgeführt, die zur Gründung der Ritterhausgesellschaft Bubikon am 5. Dezember 1936 führten. Zum Gründerpräsidenten wurde der Bubiker Gemeindepräsident, Kantonsrat und Industrielle Paul Hotz gewählt. Der Gesellschaft gelang es bereits 1938 mit zwei der drei Besitzer zu einer Einigung zu kommen und für rund 110'000 Fr. den grössten Teil der Gebäude bis auf das sog. «Neuhaus» zu erwerben. In mehreren Etappen baute die RHG in den folgenden Jahren bis 1947 den gesamten Gebäudekomplex mit finanzieller Unterstützung durch Bund, Kantone und Gemeinde sowie zahlreicher lokale Unternehmen und Private um, so dass nach den damaligen Möglichkeiten und Vorstellungen der originale Zustand der Kommende wiederhergestellt werden konnte. Es zeigte sich bei den Umbauten, dass noch grosse Teile der originalen Bausubstanz erhalten waren, da die privaten Besitzer auf grössere bauliche Eingriffe verzichtet hatten.
Die Ritterhausgesellschaft beschloss 1939 im Haus ein Museum zur Geschichte der Ritterorden einzurichten, nachdem zuerst auch andere Nutzungen ins Auge gefasst worden waren. 1958/1959 gelang auch noch der Kauf eines Schopfes im Hof des Ritterhauses, so dass mit einer letzten Bauetappe das Haus im Wesentlichen seine bis heute bewahrte Gestalt erhielt.
In den Jahren 1993 bis 1995 wurde die Kapelle fachgerecht restauriert. Eine komplette Neugestaltung des Museums wurde 1999 abgeschlossen. Im selben Jahr gab sich die Gesellschaft auch ein neues Logo. 2004 hinterliess der langjährige Präsident, Gönner und Bubiker Industrielle Rudolf Frey der Ritterhausgesellschaft seine im Museum ausgestellten Sammlungsgegenstände und eine grosszügige finanzielle Zuwendung. Seit 2009 wird die Fassade sämtlicher Gebäude in Etappen mit Unterstützung des Kantons Zürich saniert. Neben dem Museumsbetrieb organisiert die RHG zusätzliche Ausstellungen und Anlässe für ein breites Publikum. Die Einrichtung eines Ortsmuseums im sog. «Sennhaus» durch die Gemeinde Bubikon scheiterte 2009 in einer Volksabstimmung.
Die Ritterhausgesellschaft gibt seit 1938 jährlich das Jahrheft der Ritterhausgesellschaft Bubikon heraus und unterhält eine Bibliothek mit Schwerpunkt der Geschichte der Ritterorden in der Schweiz.

## Vorstand und Mitgliedschaft
Im Auftrag der Mitglieder leitet der 17 Mitglieder umfassende Vorstand die Gesellschaft. Die Geschäftsleitung obliegt seit 2004 einer Betriebskommission. Im Vorstand der Gesellschaft haben Vertreter des Johanniterordens, des Malteserordens, der kantonalen Denkmalpflege Zürich, der Gemeinde Bubikon sowie des lokalen Landwirtschaftsbetriebes Einsitz. Die Mitgliedschaft ist für alle Interessierten möglich.

## Liste der Präsidenten
| Amtszeit  | Präsident       |
| --------- | --------------- |
| 1936–1961 | Paul Hotz       |
| 1961–1972 | Kurt Spörri     |
| 1972–1990 | Rudolf Frey     |
| 1990–1999 | Otto Rehm       |
| 1999–2006 | Hans-Peter Frei |
| 2006–2018 | Adolf Burkard   |
| 2018–     | Marco Zanoli    |